# Slnko v sieti (prix)
Pour les articles homonymes, voir Slnko v sieti.
Slnko v sieti (Sun in a Net Awards) sont des prix annuels slovaques qui récompensent les réalisations cinématographiques et télévisuelles.
Le prix porte le nom du film en langue slovaque de 1963 Le Soleil dans le filet (Slnko v sieti).

## Histoire
Les prix sont créés en 2004 et les premiers prix sont attribués en 2006. Les prix sont initialement organisés tous les deux ans.
Organisée par l'Académie slovaque du cinéma et de la télévision, il s'agit de la plus haute distinction cinématographique décernée en Slovaquie.

## Catégories
- Meilleur film
- Meilleur documentaire
- Meilleur film d'animation
- Meilleur réalisateur
- Meilleur scénario
- Meilleure photographie
- Meilleur montage
- Meilleur son
- Meilleure scénographie
- Meilleure musique
- Meilleurs déguisements
- Meilleurs masques
- Meilleur acteur dans le rôle principal
- Meilleure actrice dans le rôle principal
- Meilleur acteur dans un second rôle
- Meilleure actrice dans un second rôle

## Prix du meilleur film

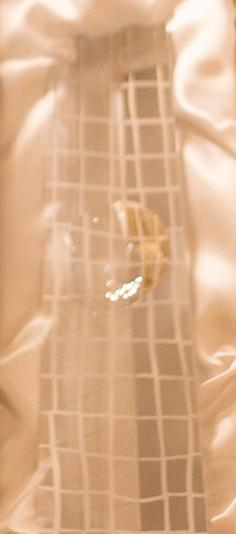
Le prix Slnko v sieti

| Année   | Titre                 | Titre original    | Directeur      |
| ------- | --------------------- | ----------------- | -------------- |
| 2006    | Slnečný štát (sk)     | Slnečný štát (sk) | Martin Šulík   |
| 2008    | Muzika (en)           | Muzika (en)       | Juraj Nvota    |
| 2010    | Pokoj v duši (sk)     | Pokoj v duši (sk) | Vladimir Balko |
| 2012    | Dom                   | Dom               | Zuzana Liová   |
| 2014    | Môj pes Killer        | Môj pes Killer    | Mira Fornay    |
| 2016    | Eva Nová (gl)         | Eva Nová (gl)     | Marko Škop     |
| 2017    | Leçon de classes (sk) | Učiteľka          | Jan Hřebejk    |
| 2018    | Čiara                 | Čiara             | Peter Bebjak   |
| 2019    | Tlmočník (cs)         | Tlmočník (cs)     | Martin Šulík   |
| 2020-21 | 107 Mothers           | Cenzarka          | Péter Kerekes  |
| 2022    | Obeť (cs)             | Obeť (cs)         | Michal Blaško  |